# واين ليفي
واين ليفي (بالإنجليزية: Wayne Levi)‏ هو لاعب غولف أمريكي، ولد في 22 فبراير 1952 في ليتل فولز في الولايات المتحدة.

## وصلات خارجية
- واين ليفي على موقع رابطة لاعبي الغولف المحترفين (الإنجليزية)
- واين ليفي على موقع رابطة اليابان للاعبي الغولف المحترفين (الإنجليزية)
- واين ليفي على موقع التصنيف العالمي الرسمي للغولف (الإنجليزية)